# EliZe
EliZe (właściwie Elise van der Horst, ur. 22 lipca 1982 w Utrechcie) – holenderska piosenkarka popowa i autorka tekstów.
Artystka dorastała w miejscowości Bussum; swoją pasję do muzyki dzieliła razem z matką. W wieku ośmiu lat została wybrana do udziału w telewizyjnym programie Kinderen voor Kinderen (pol. Dzieci dla dzieci), gdzie występowała przez sześć lat.

## Kariera
Po przygodzie z programem Kinderen von Kinderen, Elise dołączyła do chóru ‘Non Stop’ i amatorsko uczestniczyła w musicalach: „Chicago” i „Les Misérables”.
W roku 2004 EliZe zaczęła nagrywać w Danii swój pierwszy studyjny album, In Control (2006). Utwory na albumie były pisane i produkowane przez Petera Hartmanna oraz Jana Langhoffa, który również współpracował z zespołem Aqua. Pierwszy singel z krążka, „Shake”, został wydany w roku 2004, w Holandii i zadebiutował na miejscu #32 tamtejszej listy przebojów. Kolejny utwór, który okazał się być singlem był kawałek „Automatic (I'm Talking to You)”. Zadebiutował na miejscu #7 holenderskiej listy przebojów. Jest to dotychczas najbardziej dochodowy singel artystki, a zarazem pierwszy wydany poza rodzimym krajem wokalistki. Trzeci singel, „I'm Not Latino”, ukazał się w sierpniu 2005 roku i nie odniósł takiego sukcesu jak drugi singel EliZe jednak osiągnął pozycję #14 na holenderskiej liście przebojów.
Kolejny singel „Into Your System” został wydany 2 lipca 2006 i zajął pozycję #18 na holenderskiej liście przebojów oraz odniósł spory sukces w Polsce. Miesiąc później światło dzienne ujrzał długo wyczekiwany debiutancki album artystki, In Control, który nie odniósł sukcesu. Jego największa pozycja na liście Top 100 najlepiej sprzedających się krążków w Holandii to #66. Profesjonalni znawcy rynku muzycznego skarcili EliZe i jej producentów, że popełnili błąd nie wydając albumu zaraz po sukcesie singla „Automatic (I'm Talking to You)”. Piątym singlem z krążka był utwór „Itsy Bitsy Spider”, który nie osiągnął sukcesu w Holandii, nie zajmując pozycji na liście singli Top 40 (miejsce #54).
W roku 2008, po dwuletniej przerwie, wokalistka powróciła na scenę muzyczną wydając singel „Lovesick”. Utwór, który spędził na liście Top 100 najchętniej kupowanych singli w Holandii trzy tygodnie, jako najwyższe osiągnął miejsce #15. Kolejną piosenką wydaną przez EliZe stała się kompozycja „Hot Stuff”.

## Dyskografia

### Albumy
Pozycje:
- (Holandia Top 100)[1]
- (Niemcy Top 100)[2]
- (Belgia Top 50)[3]
- (Francja Top 100)[4]
- (Finlandia Top 20)[5]

| Rok  | Tytuł                   | Pozycje na listach | Pozycje na listach | Pozycje na listach | Pozycje na listach | Pozycje na listach | Pozycje na listach | Certyfikat |
| Rok  | Tytuł                   | Holandia           | Niemcy             | Belgia             | Francja            | Finlandia          | Polska             | Certyfikat |
| ---- | ----------------------- | ------------------ | ------------------ | ------------------ | ------------------ | ------------------ | ------------------ | ---------- |
| 2006 | In Control              | 66                 | -                  | -                  | -                  | -                  | -                  | -          |
| 2009 | More Than Meets the Eye | -                  | -                  | -                  | -                  | -                  | -                  | -          |

### Single
| Rok  | Tytuł                            | Pozycje na listach | Pozycje na listach | Pozycje na listach | Pozycje na listach | Pozycje na listach | Album                   |
| Rok  | Tytuł                            | Holandia           | Niemcy             | Belgia             | Francja            | Finlandia          | Album                   |
| ---- | -------------------------------- | ------------------ | ------------------ | ------------------ | ------------------ | ------------------ | ----------------------- |
| 2004 | „Shake”                          | 32                 | –                  | –                  | –                  | –                  | In Control              |
| 2005 | „Automatic (I’m Talking to You)” | 8                  | 63                 | 18                 | 67                 | 11                 |                         |
|      | „I’m Not Latino”                 | 11                 | –                  | 39                 | –                  | –                  |                         |
| 2006 | „Into Your System”               | 15                 | –                  | –                  | –                  | –                  |                         |
|      | „Itsy Bitsy Spider”              | 54                 | –                  | –                  | –                  | –                  |                         |
| 2008 | „Lovesick”                       | 15                 | –                  | –                  | –                  | –                  | More Than Meets the Eye |
|      | „Hot Stuff”                      | 11                 | –                  | –                  | –                  | –                  |                         |
| 2009 | „Can’t You Feel It”              | 65                 | –                  | –                  | –                  | –                  |                         |
|      | „I Can Be a Bitch”               | –                  | –                  | –                  | –                  | –                  |                         |